# Sáng kiến nguồn mở
Tổ chức Sáng kiến Nguồn mở (Tiếng Anh: Open Source Initiative - OSI) là một công ty công ích có trụ sở ở California, với trạng thái được miễn thuế 501(c)3, thành lập năm 1998. Nó thúc đẩy việc sử dụng Phần mềm nguồn mở.
Tổ chức được thành lập vào cuối tháng 2/1998 bởi Bruce Perens và Eric S. Raymond, một phần của một nhóm lấy cảm hứng từ việc Netscape Communications Corporation xuất bản mã nguồn cho sản phẩm hàng đầu Netscape Communicator của họ. Sau đó, vào tháng 8 năm 1998, tổ chức đã thêm một ban giám đốc.
Raymond là chủ tịch từ khi thành lập cho đến tháng 2 năm 2005, sau đó là Russ Nelson và Michael Tiemann. Tháng 5/2012, hội đồng quản trị mới đã bầu Simon Phipps làm chủ tịch và tháng 5/2015 Allison Randal đã được bầu làm chủ tịch khi Phipps từ chức để chuẩn bị cho việc hết nhiệm kỳ vào năm 2016. Phipps trở thành chủ tịch một lần nữa vào tháng 9 năm 2017. Molly de Blanc được bầu  vào làm chủ tịch tháng 5/2019.

## Lịch sử
Là một chiến dịch sắp xếp, "nguồn mở" đã được đưa ra vào năm 1998 bởi Jon "maddog" Hall, Larry Augustin, Eric S. Raymond, Bruce Perens và những người khác.
Nhóm đã áp dụng Định nghĩa nguồn mở cho phần mềm nguồn mở, dựa trên Debian Free Software Guidelines. Họ cũng thành lập Sáng kiến nguồn mở (OSI) như một tổ chức quản lý cho phong trào. Tuy nhiên, họ đã không thành công trong nỗ lực bảo vệ nhãn hiệu cho 'nguồn mở' để kiểm soát việc sử dụng thuật ngữ này.  Năm 2008, trong nỗ lực cải cách quản trị của tổ chức, Ban quản trị OSI đã mời 50 cá nhân tham gia nhóm "Charter Members"; đến ngày 26 tháng 7 năm 2008, 42 người được mời ban đầu đã chấp nhận lời mời. Tư cách thành viên đầy đủ của các Charter Members chưa bao giờ được tiết lộ công khai và nhóm Charter Members được liên lạc bằng mailing list đăng ký kín, "osi-discuss", và không công khai các lưu trữ.
Năm 2012, dưới sự lãnh đạo của giám đốc và chủ tịch OSI lúc đó là Simon Phipps, OSI bắt đầu chuyển sang cấu trúc quản trị dựa trên thành viên. OSI đã khởi xướng một chương trình Affiliate Membership cho "Các hiệp hội ngành từ thiện và phi lợi nhuận được công nhận bởi chính phủ và các tổ chức học thuật ở bất cứ đâu trên thế giới". Sau đó, OSI đã công bố một chương trình Individual Membership và liệt kê một số Nhà tài trợ doanh nghiệp.
Vào ngày 8 tháng 11 năm 2013, OSI đã bổ nhiệm Patrick Masson làm Tổng Giám đốc.

## Mối quan hệ với phong trào phần mềm tự do
Cả phong trào phần mềm tự do hiện đại và Sáng kiến nguồn mở đều được sinh ra từ lịch sử chung của Unix, phần mềm miễn phí Internet, và văn hóa hacker, nhưng các mục tiêu và triết lý cơ bản của chúng khác nhau. Sáng kiến nguồn mở đã chọn thuật ngữ "nguồn mở", theo cách nói của thành viên sáng lập Michael Tiemann, để "bỏ đi thái độ đạo đức và đối đầu có liên quan đến" phần mềm tự do" và thay vào đó thúc đẩy các ý tưởng nguồn mở về "cơ sở tình huống kinh doanh thực dụng."
Đầu năm 1999, Perens, người đồng sáng lập OSI đã phản đối "sự phân ly" đang phát triển giữa những người ủng hộ Free Software Foundation (FSF) và OSI vì cách tiếp cận khác nhau của họ.  (Perens đã hy vọng OSI sẽ chỉ đóng vai trò "giới thiệu" các nguyên tắc của FSF cho "những người không phải là hacker") Richard Stallman của FSF đã chỉ trích mạnh mẽ OSI vì sự tập trung thực dụng của nó và bỏ qua những gì ông coi là "mệnh lệnh đạo đức" trung tâm và nhấn mạnh vào "tự do" bên dưới phần mềm tự do khi ông định nghĩa nó. Tuy nhiên, Stallman đã mô tả phong trào phần mềm tự do của mình và Sáng kiến nguồn mở là các trại riêng biệt trong cùng một cộng đồng phần mềm tự do rộng lớn và thừa nhận rằng bất chấp sự khác biệt về triết học, những người đề xuất nguồn mở và phần mềm tự do "thường làm việc cùng nhau trong các dự án thực tế."

## Thành viên Ban quản trị
Kể từ tháng 8 năm 2019, Ban quản trị Open Source Initiative bao gồm:
| - Pamela Chestek - Hong Phuc Dang - Molly de Blanc (President) - Christine Hall | - Elana Hashman - Chris Lamb - Faidon Liambotis - Patrick Masson | - Simon Phipps - Josh Simmons |

Cựu thành viên Ban quản bao gồm:
| - Matt Asay - Brian Behlendorf - Deborah Bryant - L. Peter Deutsch - Ken Coar - Danese Cooper - Chris DiBona - Karl Fogel - Richard Fontana - Rishab Aiyer Ghosh - Mike Godwin - Harshad Gune - Leslie Hawthorn | - Joi Ito - Jim Jagielski - Fabio Kon - Raj Mathur - Martin Michlmayr - Mike Milinkovich - Ian Murdock - Russ Nelson - Nnenna Nwakanma - Andrew C. Oliver - Bruce Perens - Allison Randal - Eric S. Raymond | - Guido van Rossum - Chip Salzenberg - Tim Sailer - Alolita Sharma - Carol Smith - Bruno Souza - Paul Tagliamonte - Michael Tiemann - Italo Vignoli - Luis Villa - Tony Wasserman - Sanjiva Weerawarana - Stefano Zacchiroli |